# Trupanea bisetosa
Trupanea bisetosa
 es una especie de insecto díptero que Daniel William Coquillett describió científicamente por primera vez en el año 1899.
Esta especie pertenece al género Trupanea de la familia Tephritidae.